# Bandeira da Prússia

Bandeira da Prússia Real (1466-1772)

Bandeira do Ducado da Prússia (1525-1657)

Bandeira do Reino da Prússia (1701-1750)

Bandeira do Reino da Prússia (1750-1801)

Bandeira do Reino da Prússia (1801-1803)

Bandeira do Reino da Prússia (1803-1892)

Bandeira do Reino da Prússia (1892-1918)

Bandeira do Estado Livre da Prússia (1918-1933)

Este artigo é sobre a bandeira do antigo Estado alemão da Prússia.

## História
O Estado da Prússia teve sua origem nas terras separadas da Marca de Brandemburgo e do Ducado da Prússia. A Marca de Brandemburgo desenvolveu-se a partir do medieval Marco do Norte do Sacro Império Romano-Germânico, passando para a Casa de Hohenzollern em 1415. O Ducado da Prússia foi criado em 1525 quando as terras orientais dos Cavaleiros Teutônicos foram secularizadas por Alberto de Brandemburgo-Ansbach, um membro de um ramo dos Hohenzollerns.
O Príncipe-eleitor Jorge Guilherme herdou o Ducado da Prússia em 1618, unindo Brandemburgo e Prússia sob um só governo; o Estado do eleitor ficou conhecido como Brandemburgo-Prússia. O Reino da Prússia foi criado quando o Eleitor Frederico III recebeu o título de Frederico I, Rei na Prússia, em 18 de janeiro de 1701.
A Prússia deixou de ser um reino depois da queda do Império Alemão como resultado da Primeira Guerra Mundial, tornando-se então o Estado Livre da Prússia. O Estado da Prússia foi abolido em 1947 após a término da Segunda Guerra Mundial.

## Bandeiras
A bandeira nacional da Prússia utilizada nos navios mercantes era originalmente uma simples bandeira de listras preto-branco-preto criada em 22 de maio de 1818, mas ela foi substituída em 12 de março de 1823 por uma nova bandeira. A antiga (3:5) foi transformada em preto, branco, e preto (1:4:1), mostrando na faixa branca a águia segurando um globo azul contornado em ouro e um cetro terminando em outra águia. Em seu peito estavam interligadas a sigla 'FR' para 'Fridericus Rex'. O eixo da águia está em 2/5 do comprimento total da bandeira.

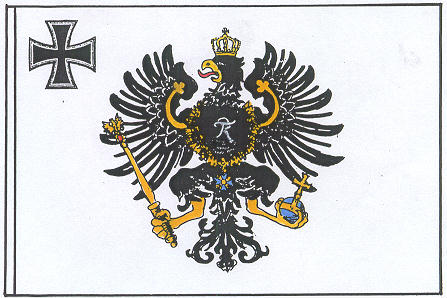
A bandeira de guerra da Prússia de 1816

A bandeira de guerra da Prússia (3:5), adotada em 28 de novembro de 1816, tinha  originalmente o formato de rabo de andorinha e media um quinto do comprimento total; o formato de rabo de andorinha foi mais tarde abandonado. Nos dois quintos ela mostrava a águia prussiana (dois terços da altura da bandeira). No canto superior esquerdo foi colocada a Cruz de Ferro (um terço da altura da bandeira).
A Cruz de Ferro foi criada em 1813 durante a guerra contra Napoleão I como uma condecoração para corajosos soldados comuns. Foi renovada na Guerra franco-prussiana de 1870 e na Primeira Guerra Mundial. Ela também apareceu no canto da bandeira de guerra do Império Alemão.

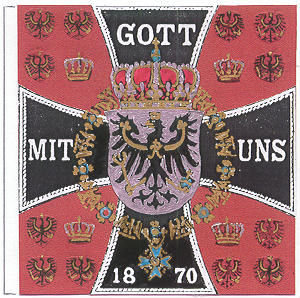
O estandarte real

O estandarte real da Prússia mostrava a Cruz de Ferro ao fundo, sobre ela ao centro, o escudo e a coroa das armas do pequeno Estado rodeadas pelo colar da Ordem da Águia Negra. Sobre as lâminas da cruz está o lema Gott mit uns (Deus conosco). Entre as armas estão as águias prussianas ao longo das bordas da bandeira e uma coroa real acompanhando-as, todas sobre um fundo roxo.
Depois da Revolução Alemã de 1918, o Estado prussiano foi aos poucos adaptando a sua heráldica às formas republicanas. Apenas em 11 de julho de 1921 foi que um novo brasão foi decretado pelo primeiro-ministro prussiano. A águia 'gótica' cedeu lugar a uma de aparência mais natural e desprovida de qualquer acessório.
Em 12 de dezembro de 1921 o Ministério de Estado decretou que a bandeira da Prússia seria apenas branca e preta.

Bandeira de serviço do estado da Prússia 1933-1935

Em 24 de fevereiro e 23 de abril de 1922 o ministério emitiu uma bandeira de serviço semelhante à bandeira nacional século XIX - bordas superior e inferior pretas, sendo 1/6 da altura total da bandeira, com a nova águia.
O uniforme primário da Seleção Alemã de Futebol tem sido sempre camisetas brancas e calções pretos, as cores da bandeira da Prússia.